# Niankoro Yeah Samaké
Niankoro Yeah Samaké, né le 27 février 1969 à Ouélessébougou, est un entrepreneur social et homme politique malien. Il a été maire de sa commune rurale natale et premier vice-président de la Ligue des maires du Mali. Ancien directeur exécutif de la Daily Dose Foundation connue sous le nom actuel de la Fondation Mali Rising (MRF), il a créé sa propre Fondation Empower Mali. Président du Parti pour l'action civique et patriotique (PACP), il a été candidat à l'élection présidentielle de juillet 2013. Depuis 2015, il est ambassadeur du Mali en Inde.

## Jeunesse et éducation
Le 8e des 18 enfants nés de Tiecourafing Samaké qui a eu trois épouses, Niankoro Yeah Samaké est né dans le petit village de Ouélessébougou, où lui et sa famille vivaient dans une pauvreté profonde,. Samaké se souvient comment sa mère liait les estomacs de Samaké et ses frères et sœurs pour apaiser leur faim. En dépit de leurs conditions matérielles, Tiecourafing, le père de Yeah, a insisté pour que tous ses enfants reçoivent une éducation, ne voulant pas les faire souffrir de l'obscurantisme de l'analphabétisme,. Une exception dans une commune où seulement 15 % de la population a fréquenté l'école, la vision du père de Samaké a grandement contribué à l'ascension, plus tard dans la vie, de la famille en Ouélessébougou,.
Samaké raconte : « Mon père savait que nous ressentirions la privation de temps en temps, mais la chance n'était pas avec nous, de toute façon. Quand je grandissais, il était difficile de survivre. 45 % des enfants maliens mouraient du paludisme, de diarrhée et de maladies évitables. Nous connaissions les défis pour rester en bonne santé, mais nous avons cru dans la détermination de notre sage père de nous avoir éduqués. Il est un héros pour moi, et tous les sacrifices en valaient la peine. En plus de Samaké en tant que maire, l'un de ses frères enseigne la physique à l'université et certains autres frères de Samaké occupent des emplois dans le génie agricole et l'éducation.
Samaké a terminé le lycée à Bamako et a continué ses études à l'École Normale Supérieure de Bamako (ENSUP), où il a reçu un baccalauréat avec l'anglais comme seconde langue. Après avoir terminé l'école, ne trouvant pas d'emploi, Samaké a travaillé comme bénévole des enseignants dans son village les trois années suivantes. Il s'est chargé pendant cette période de travailler en tant que guide linguistique et culturel pour le Corps de la Paix et Ouélessébougou Alliance. En 2000, une famille américaine a parrainé sa venue à l’Université Brigham Young (BYU) pour une éducation américaine,.

### Université Brigham Young
Grâce à des contacts que Samaké a établis en travaillant comme traducteur, il a acquis le parrainage de venir aux États-Unis pour poursuivre ses études en 2000,. Il a été accepté à l'Université Brigham Young (BYU) dans le programme de politique publique,. Au cours de son temps à BYU, Samaké a rencontré son épouse Marissa Coutinho, originaire de l'Inde qui a étudié des systèmes d'information à BYU,,. Pendant son séjour à BYU, Samaké a effectué un stage à l'Organisation des Nations unies.

## Carrière et politique

### Maire
En raison de son travail dans le développement avec la Fondation Empower Mali et Mali Rising, Samaké est devenu connu et respecté au Mali. En 2009, Samaké raconte comment l'actuel maire, qui avait déjà été au pouvoir pendant 10 ans, a été candidat à la réélection pour un troisième mandat. À cette période, moins de 10 % de la population de Ouélessébougou payaient leurs impôts et les salaires étaient en retard de 6 mois. Samaké a postulé pour le poste de maire de Ouélessébougou sous le parti Union pour la République et la Démocratie (URD). Ouélessébougou comporte 44 villages. Le nom de Samaké a été inscrit en tête d'une liste de 23 candidats pour les postes du conseil.
Samaké a gagné avec 86 % du vote,. En tant que maire Samaké s'est focalisé sur la corruption et l'augmentation de la transparence du gouvernement. En 2009, le recouvrement de l'impôt de 44 villages a été classé 170e sur 174 municipalités au Mali, en termes de développement économique, de transparence du gouvernement et de gestion. En un an, Samaké a contribué à mettre Ouélessébougou dans le top 10 des villes au Mali,. Le mandat de Maire Samaké a ainsi vu une augmentation significative des recettes fiscales.
Avant son élection comme maire, moins de 10 % de la population payait ses impôts. À la fin de l'année 2010, la collecte des impôts avait atteint 68 %, et il est prévu d’atteindre entre 80-90 % par la fin de 2011. Pendant son mandat de Maire, Samaké a été élu vice-président de la Ligue des maires du Mali (704 maires dans le pays). En décembre 2011, Samaké a coordonné avec la Ligue de l'Utah des cités et villes pour amener plusieurs maires du Mali en Utah, afin qu'ils puissent acquérir de meilleures pratiques gouvernementales,.
Il a également exercé des pressions et obtenu une augmentation des ressources du gouvernement central pour construire un nouvel hôpital, un premier lycée dans la région, un nouveau système de la pompes de eau, pour remplacer les anciens puits d'eau, et un champ de panneaux solaires, le plus grand en Afrique de l’ouest,. Aussi inclus dans son bilan de maire, Samaké, avec des fonds provenant du gouvernement, a également fourni des fonds d’un montant de 5 millions de CFA (environ 10,000 $ USD) pour réparer et équiper les écoles existantes avec des pupitres et des fournitures scolaires.
Samaké aide aussi à faciliter des expéditions médicaux et dentaires de partenaires américains. Ses missions médicaux ont aidé plus de 4000 patients incluant 300 chirurgies et leurs missions dentaires ont aidé au moins 1000 personnes.

### Fondation «Empower Mali»
En février 2013, Samaké créé la Fondation Empower Mali et est devient le directeur. Empower Mali, une organisation basée aux États-Unis, se concentre sur le travail avec les communautés rurales au Mali, Afrique de l'Ouest pour répondre aux besoins dans les domaines de l'éducation, les soins de santé, l'énergie de l'eau propre et propre. Empower Mali (EM) estime que les citoyens et les communautés du Mali ont le droit de devenir autonomes. Empower Mali entretient un partenariat étroit avec les populations, le gouvernement et les autorités locales du Mali. EM contribue au renforcement des capacités des leaders locaux pour la formation des communautés auto-suffisantes. À ce jour Empower Mali a été en mesure d'apporter deux écoles supplémentaires, un programme de comprimé pour les écoles, hôte d'un sommet de la gouvernance entre le Mali et Utah et parrainé un programme après l'école dans 16 des écoles les plus pauvres de Bamako qui offrent aux enfants avec l'aide supplémentaire d'étude / de l'enseignant.

### Fondation «Mali Rising»
Après avoir obtenu une maîtrise en politique publique en 2004, Samaké a été recruté comme directeur exécutif de la Fondation Daily Dose, maintenant connue sous le nom de la Fondation Mali Rising (MRF). L'objectif de la Fondation Mali Rising est d'améliorer les possibilités d'éducation des enfants vivant dans des zones rurales du Mali, Afrique de l'Ouest. Ils font cela en construisant des écoles dans les villages où les écoles n'existent pas, ainsi que la formation des enseignants et des ressources d'apprentissage et de matériels. Samaké a aidé à construire 17 écoles au Mali au cours des six dernières années, au service de 2500 élèves âgés de 13 à 17 ans. Samaké a démissionné du Mali Rising en 2013.

### Candidat à l'élection présidentielle malienne de 2012

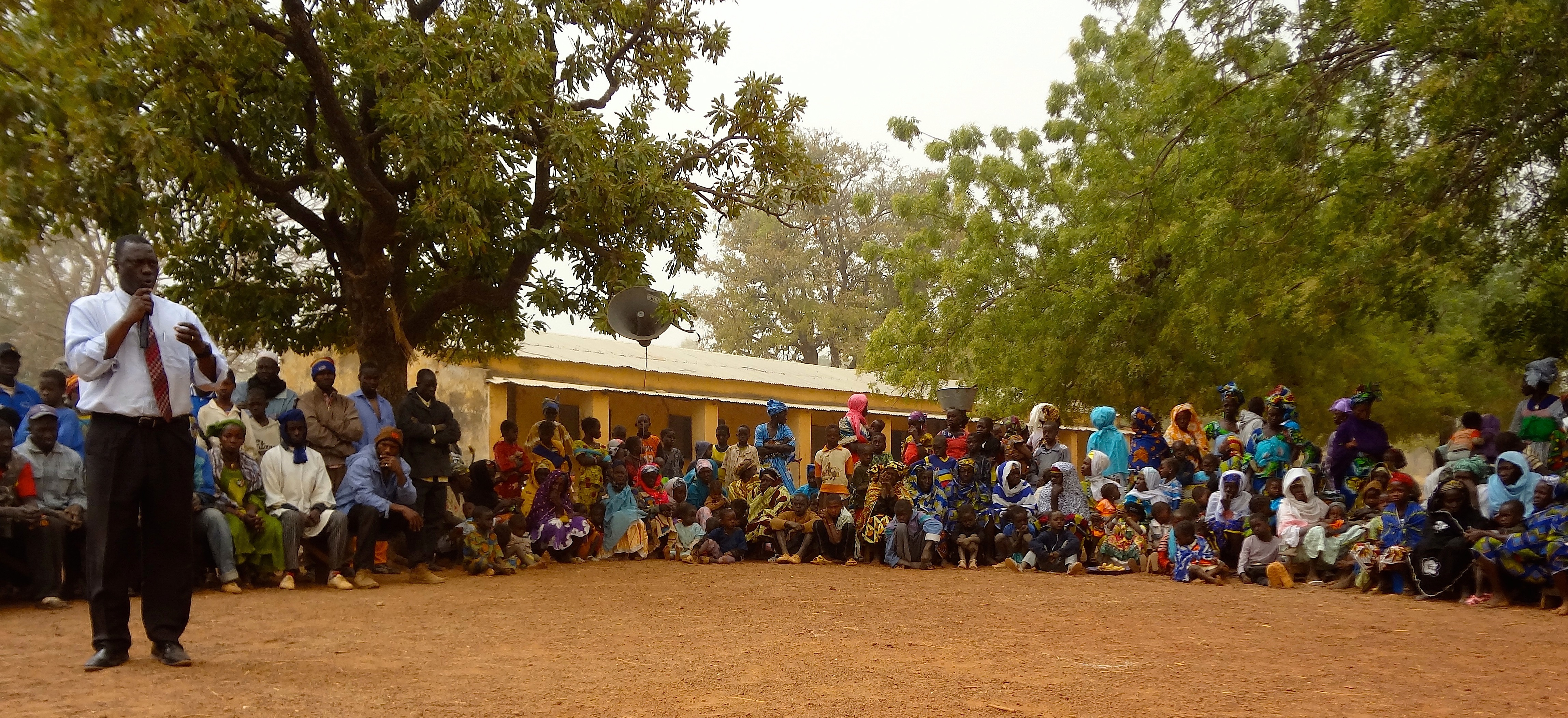
Yeah Samaké parler devant la foule dans Beneko, le Mali

Candidat à l’élection présidentielle malienne de 2012,. Si aucun parti n'obtient plus de 50 pour cent des voix, un second tour est organisé entre les deux meilleurs candidats, qui ont deux autres semaines de campagne électorale. Cette deuxième élection a lieu le 13 mai 2012,. Le jour d’ouverture est le 8 juin.
Depuis le 21 mars, 2012 l'état de l'élection présidentiel de 2012 est en question au cause d'un coup d'état qui a renversé le gouvernement malien. Yeah Samake a dit fermement que les élections doivent toujours avoir lieu. "La démocratie doit aller en avant. Nous devons assurer que nous retournons pouvoir au peuple à Mali. Ce pouvoir ne doit pas rester dans les mains du militaire."
Samaké, décidé de se présenter à la présidence après l'actuel président, Amadou Toumani Touré, est venu à Ouélessébougou pour l'inauguration du champ de panneaux solaires. Samaké a changé ses commentaires prévus pour l'inauguration, et a prononcé un discours passionné sur la décentralisation du pouvoir et appelant le président à faire plus pour le peuple du Mali. Après cet incident, ses partisans l’ont convaincu de se présenter pour la présidence. À cause du succès de Ouélessébougou, avec Samaké en tant que maire, ainsi que sa critique ouverte de la présidente et la « vieille garde » du Mali, il est devenu un orateur apprécié dans son pays,,.

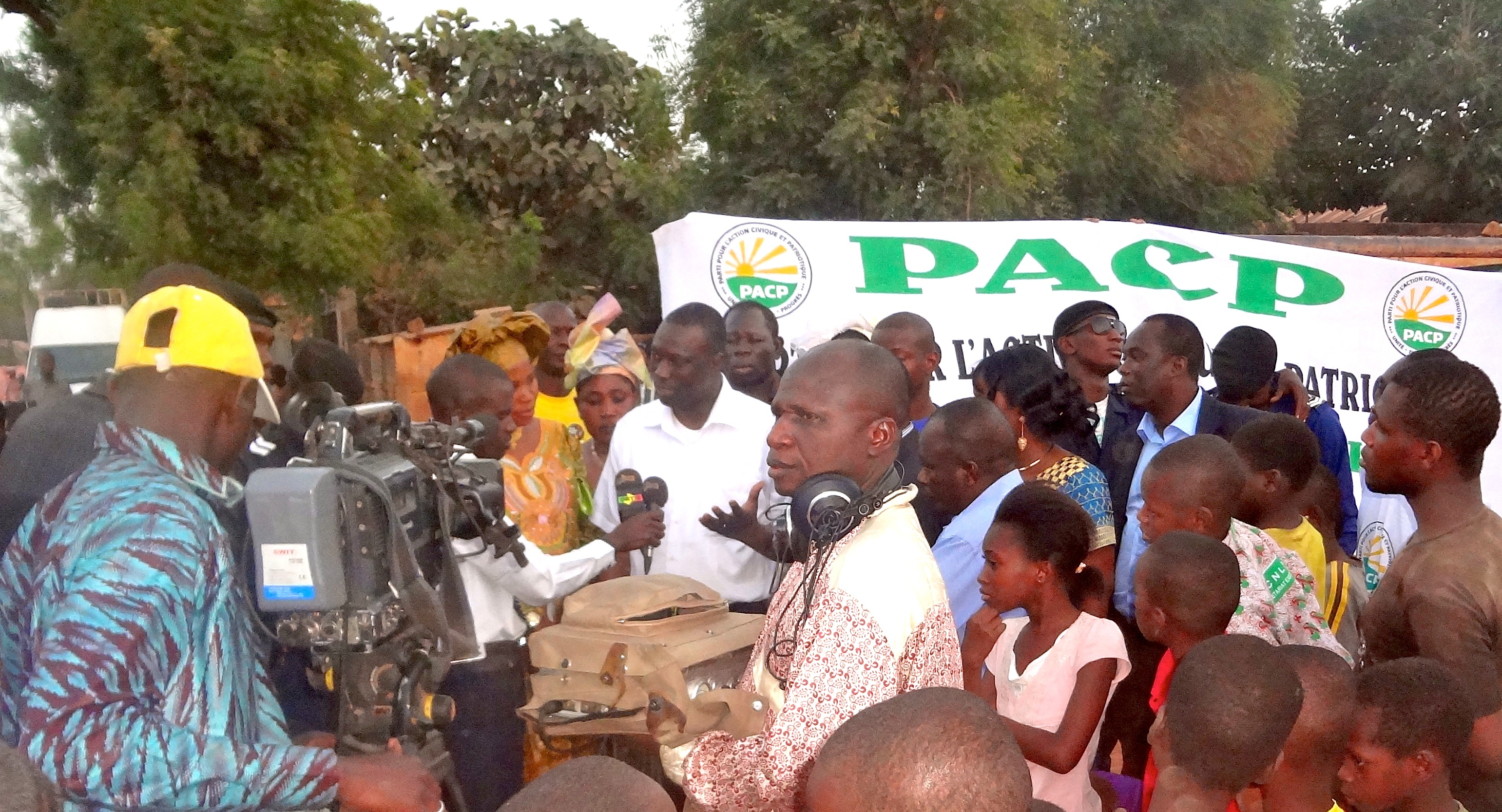
Yeah Samaké parle devant la foule dans la Commune III de Bamako, au Mali

Samaké et ses partisans ont formé le Parti de l'Action Civique et Patriotique (PACP) pour soutenir sa campagne. La devise de PACP (la partie de Samaké) met l'accent sur les valeurs de patriotisme, la citoyenneté, la décentralisation, la liberté, la démocratie, les droits de l'homme, et la bonne gouvernance.
Samaké se focalise sur une plate-forme de décentralisation et de lutte contre la corruption. Sur la base de ses expériences en tant que maire, Samaké déclare que le moyen le plus efficace pour gouverner est d'inspirer la confiance et la participation des citoyens au niveau local.
La Campagne de Samaké est également centrée sur l'amélioration de l'éducation. Samaké a déclaré, « L'éducation est la clé de ce que je fais ». « La corruption et la pauvreté extrême sont liées entre elles par le manque d'éducation ». Le Mali, selon Samaké, a besoin de construire des milliers d'écoles au cours des cinq prochaines années pour accueillir les élèves, ainsi que d’embaucher et de former des enseignants et fournir des livres et l'électricité. La seule façon de le faire, a-t-il dit, est de laisser chaque village responsable de son propre avenir. Selon Samaké, ce n'est pas l'affaire du gouvernement central au Mali de fournir une éducation, mais chaque communauté a besoin de superviser son système d’éducation. « Dans le village, le chef, les parents des élèves, sont plus investis dans la réussite des élèves que le président du pays. ».
S'il est élu, le but de Samaké est de faire que le Mali soit indépendant de l'aide étrangère dans les trois prochaines années. « Cela enrichit certains individus et n'atteint pas les gens qui ont le plus besoin, " Samaké a dit. "Si l'aide étrangère pouvait résoudre nos problèmes, ils auraient dû être résolus maintenant. Je suis très intéressé à mettre fin à la dépendance de l'aide étrangère. Nous ne deviendrons jamais une nation libre si nous mangeons à la paume des autres nations. ». Samaké soutien aussi que l’augmentation du développement économique sera un outil efficace contre le terrorisme islamiste.
Dans un effort pour lutter contre la corruption dans le système électoral, Samaké ne collecte pas de fonds au Mali, où les fonds politiques sont connectés à des faveurs politiques, mais essaie plutôt de lever des capitaux aux États-Unis et à travers des dons en ligne.

### Candidat à l'élection présidentielle malienne de 2013
Les Français sont intervenus en Mali en janvier 2013 en réponse aux rebelles qui avançaient vers le sud. Avec le danger plus réel, les français ont envoyé des soldats pour combattre les rebelles. d'Autres nations africaines de ECOWAS ont joigné.
Le Ministre de l'Administration territoriale Moussa Sinko Coulibaly a annoncé que Mali tiendra les élections démocratiques le 7 juillet 2013. S'il n'y a pas un candidat avec plus de 50 % des votes, une deuxième finale élection sera tenue le 21 juillet entre les deux premiers candidats.
Samake a indiqué qu'il sera un candidat dans ses élections. A l'élection présidentielle de 2013, il arrive 16e sur 27 candidats avec 0, 58 % de vote.

### Ambassadeur du Mali en Inde
Niankoro Yeah Samake est nommé ambassadeur du Mali en Inde le 6 mai 2015. Sa zone de compétence regroupe dix pays dont le Bangladesh, le Bhoutan, le Brunei Darussalam, Indonésie, la Malaysie, le Népal, le Sri Lanka, le Singapour et la Thaïlande.
Selon lui, il faut revaloriser la diplomatie économique du Mali, en particulier en Inde en créant plus d'opportunités d’investissements au Mali. Les 29 et 30 octobre 2016, Mohammad Hamid Ansari, vice-président de la République de l’Inde, accompagné d’une forte délégation, a effectué une visite officielle en République du Mali. Ce dernier a annoncé l'octroi au gouvernement de la République du Mali par le gouvernement de la République de l'Inde d’un don de 500 000 dollars américains pour la restauration des manuscrits de Tombouctou, des véhicules, des ambulances, des équipements TIC, des bourses de formation et d’un centre de langues.

## Vie personnelle
Yeah Samaké et son épouse Marissa ont deux enfants dont un garçon et une fille : Keanen est né en 2006 et Carmen en 2008.
La femme de Samaké, Marissa Coutinho Samaké, est indienne, mais elle est née et a grandi à Bahreïn. Elle étudié à l'université Brigham Young pour son baccalauréat en systèmes d'information. Ils se sont mariés en août 2004.
Samaké et sa famille sont les membres de l'Église de Jésus-Christ des saints des derniers jours au Mali. Samaké a d’abord rencontré l'Église à son travail avec le Corps de la Paix et Ouelessebougou Alliance. Un bénévole du Corps de Paix lui a donné un Livre de Mormon en anglais, qu'il a lu. Plus tard, aux États-Unis, il a voulu être baptisé, mais a d'abord été refusé en raison de la politique mormone sur le baptême des citoyens des pays musulmans. Le Mali est à 90 % musulman, et l'Église craint que, s'il s'est converti au mormonisme sa vie puisse être en danger. Après que les dirigeants de l'Église soient convaincus que le Mali est un pays de liberté religieuse, il a été baptisé en 2000 à New York. Il rapporte qu'il n'a fait face à aucune discrimination au Mali en raison de sa nouvelle foi.